# Windshausen (Hohenroth)

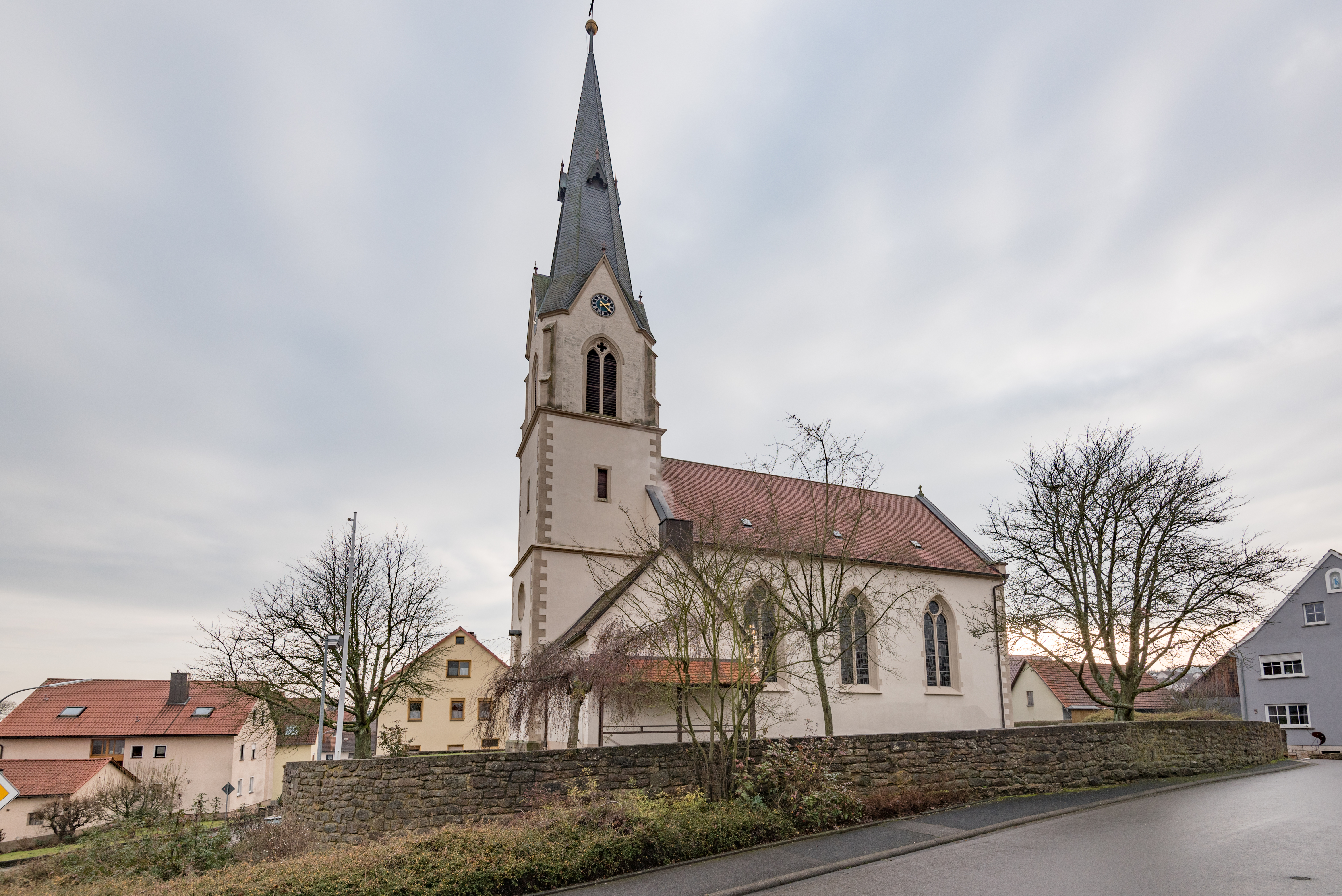
St. Bonifatius

Windshausen ist ein Gemeindeteil der Gemeinde Hohenroth im unterfränkischen Landkreis Rhön-Grabfeld in Bayern. Die Gemarkung Windshausen hat eine Fläche von 5,032 km². Sie ist in 1137 Flurstücke aufgeteilt, die eine durchschnittliche Flurstücksfläche von 4425,48 m² haben. In ihr liegt neben dem namensgebenden Ort der Gemeindeteil Struthof.

## Geografie
Beim Pfarrdorf entspringt der Solzbach, ein rechter Zufluss der Brend. Im Westen grenzt der Steinacher Forst rechts der Saale und der Burgwallbacher Forst an. Die Kreisstraße NES 8 führt nach Leutershausen (1,8 km südöstlich) bzw. zur Kreisstraße NES 7 bei Kollertshof (2 km nördlich). Die Kreisstraße NES 51 führt nach Schmalwasser zur Staatsstraße 2288 (7 km westlich). Eine Gemeindeverbindungsstraße führt nach Querbachshof (1,5 km östlich).

## Geschichte
Der Ort wurde 1464 als „Windeßhusen vor dem Salezforst“ erstmals urkundlich erwähnt. Der Ort lag im Fraischbezirk des würzburgischen Amtes Neustadt an der Saale, dem zugleich die Hälfte der Anwesen gehörte. Die andere Hälfte Hälfte gehörte dem Geschlecht der Hansen von Steinau. 1679 fiel dieses Lehen an den Hochstift Würzburg heim. Die Herrschaft der Bischöfe endete mit der Säkularisation im Jahre 1803.
Mit dem Gemeindeedikt (frühes 19. Jahrhundert) entstand die Ruralgemeinde Windshausen, zu der Struthof gehörte. Sie unterstand in Verwaltung und Gerichtsbarkeit dem Landgericht Neustadt an der Saale.
Im Zuge der Gebietsreform in Bayern wurde die Gemeinde Windshausen am 1. Juli 1972 in die Gemeinde Hohenroth eingegliedert.

## Baudenkmäler
- Struthofstraße 1: St. Bonifatius mit Kirchhofmauer
- Struthofstraße 5: Heiligenhäuschen
- Struthofstraße 6: Wohnhaus
- Friedhofskreuz